# اویفه

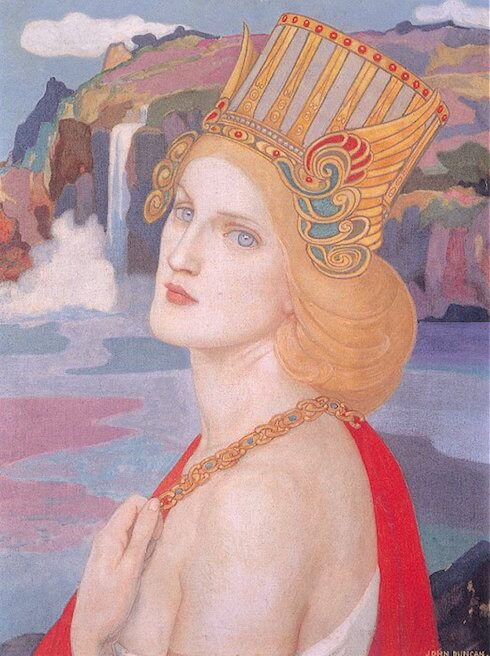
آیفه (اویفه) از جان دونکان

اویفه یا آیفه شخصیتی از دوره اولستر اساطیر ایرلندی است. او همسر کوخولین، پهلوان ایرلندی بود که از او پسری به نام کنلاچ داشت. آیفه در حماسه‌های توکمارک امیر ("عشق‌بازی امیر") و ایدد اونف آیف (Aided Óenfhir Aífe) ("مرگ تنها پسر آیف") ظاهر می‌شود. در توکمارک امیر او در شرق سرزمینی به نام آلپی، که معمولاً به معنای آلبا (اسکاتلند) شناخته می‌شود، زندگی می‌کند، جایی که او در حال جنگ با یک زن رقیب جنگجو، اسکاتباخ است. اسکاتباخ در این زمان آموزگار کوهولین بود و کوهولین برای ادای احترام به استادش، حریف او آیفه را شکست داد. آیفه (اویفه) بعدها از کوهولین صاحب فرزندی به نام کنلاچ شد. اما کوهولین به ایرلند بازگشت و درگیر سلسله نبردهایی شد که در اساطیر ایرلندی به چرخه اولستر معروف می‌باشد. کنلاچ سالیان سال بعد به ایرلند آمد اما در مبارزه‌ای با کوهولین کشته شد. کوهولین از این که کنلاچ پسر او بود، اطلاعی نداشت و هنگامی که خبردار شد، دچار جنون و افسردگی شد. این قسمت از داستان کوهولین و کنلاچ شباهت زیادی به اسطوره ایرانی رستم و سهراب دارد.